# Тиліти

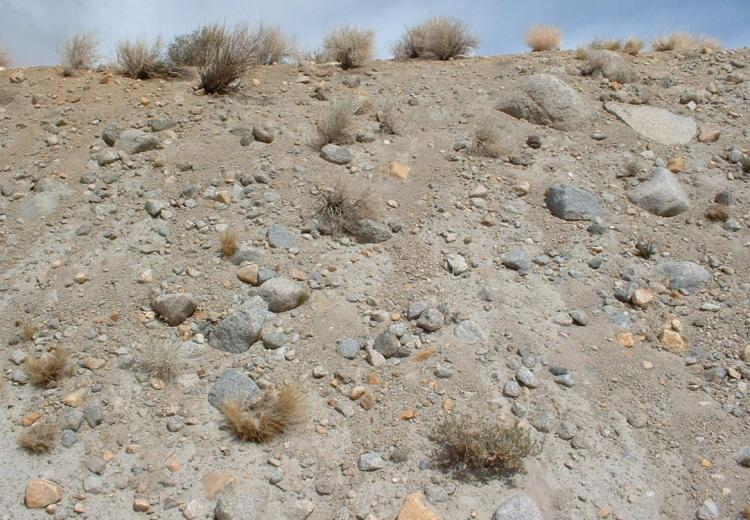
Льодовикові тиліти.

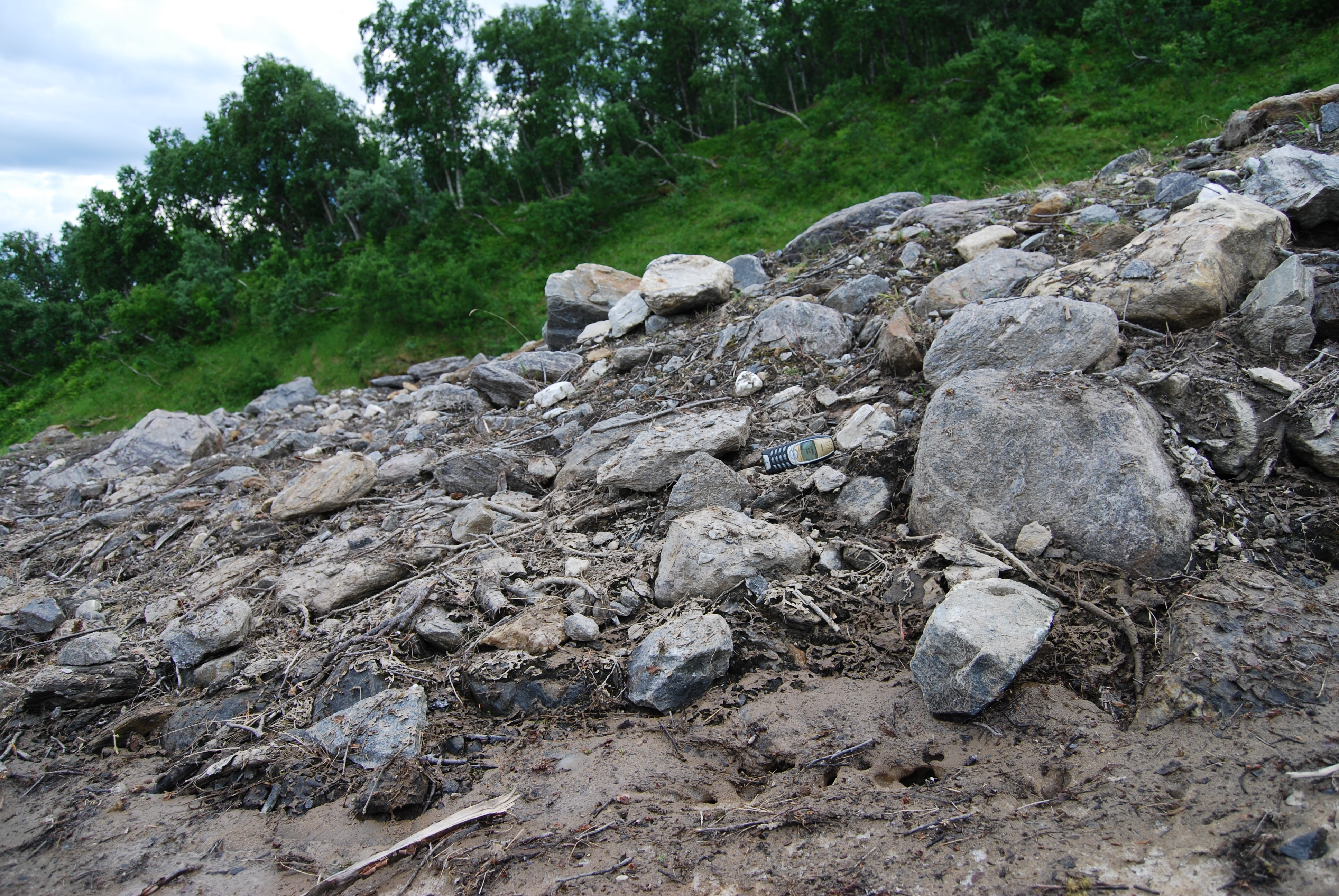
Норвегія. Тиліти.

Тиліти (рос. тиллиты, англ. tillites, нім. Tillite m pl) — древні морени, грубоуламкові, невідсортовані осадові утворення льодовикового походження, що зазнали ущільнення, а іноді й метаморфізму. Розрізняють Т. морські (т. зв. акватиліти), що утворилися внаслідок льодового розносу і відкладення в морі, і континентальні, склад яких відображає материнські породи, що підстилають рухомий льодовикові тиліти — свідки древніх зледенінь.
Відомі з раннього протерозою і поширені у відкладах пізнього протерозою майже всіх континентів.
Потужність Т. досягає десятків і сотень м. Т. широко використовуються для вирішення завдань стратиграфії, палеогеографії (палеокліматології), а також для прогнозування родов. ряду корисних копалин, зокрема, залізних руд. Від англ. till — валунна глина.